# Roland Hausmann
Roland Hausmann (* 23. August 1901 in Gmunden; † 2. September 1958 in Hochzirl, Tirol) war österreichischer Kaufmann und Politiker (VdU). Hausmann war von 1950 und 1955 Landesrat in der Oberösterreichischen Landesregierung.

## Ausbildung und Beruf
Hausmann besuchte das Gmundner Gymnasium und schloss seine Schulbildung mit der Matura ab. Danach studierte er Philosophie und Welthandel und arbeitete ab 1920 mit Unterbrechungen als Wirtschaftsberater der deutschen Gesandtschaft in Bukarest. Ab 1941 diente er im Zweiten Weltkrieg und kämpfte in der Sowjetunion an der Ostfront, wo er 1944 in sowjetische Gefangenschaft geriet. 1946 kehrte er aus der Kriegsgefangenschaft zurück. Hausmann war Träger verschiedener deutscher und rumänischer Kriegsauszeichnungen.

## Politik
Nach seiner Rückkehr aus der sowjetischen Kriegsgefangenschaft schloss sich Hausmann dem neu gegründeten Verband der Unabhängigen an und wurde 1950 dessen Bezirksobmann im Bezirk Gmunden. Hausmann hatte diese Funktion bis 1955 auch in der nachfolgenden FPÖ inne und gehörte ab 1949 dem Gemeinderat von Gmunden an. Nach der Landtagswahl 1949 wurde Hausmann am 5. November 1949 als Landtagsabgeordneter angelobt und folgte am 9. Juni 1950 Erwin Wascher als Landesrat für Naturschutz nach. Hausmann übte sein Amt als Landesrat und Landtagsabgeordneter bis zum 18. November 1955 aus.

## Privates
Hausmann wurde als Sohn des Oberrechnungsrates der Forst- und Domänendirektion Gmunden Otto Hausmann geboren. Seine Mutter, Maria Elisabeth Jägerspacher stammte aus Bukarest. Er war mit Maria, geborene Fuchs verheiratet und war Vater dreier Kinder. Hausmann verstarb 1958 in der Lungenheilstätte Hochzirl an einer doppelseitigen, hochaktiven Lungentuberkulose sowie Lungenblutungen. Trotz seiner katholischen Konfession wurde er auf dem Evangelischen Friedhof Gmunden bestattet.